# Abdelsalam El Ghrissi
Abdelsalam El Ghrissi, riportato anche come Abdelslam Laghrissi (Ksar El Kebir, 5 gennaio 1962), è un ex calciatore marocchino, di ruolo attaccante.